# Duke Nukem II
Duke Nukem je 2D plošinová videohra pro osobní počítače s operačním systémem MS-DOS. Hra byla vydána 3. prosince roku 1993 firmou Apogee Software. Hra je dělená na čtyři epizody s osmi levely, přičemž první epizoda byla také šířena formou shareware. Jde o následovníka první hry Duke Nukem a druhou hru v pořadí ze série Duke Nukem.

## Příběh
Rok po porážce Dr. Protona představuje Duke v Oprah show svou novou knihu Why I'm So Great. Během interview v Neo LA (v GBC verzi Nerola City) je však unesen mimozemskou rasou Rigelatins a jejich vládce mu oznámí, že chtějí použít jeho mozek k dobytí Země. Duke uteče z cely a bojuje po povrchu i v podzemí planety Rigelu, kde chce nejprve zničit energetický reaktor města a poté ukořistit bojový letoun k návratu na Zemi.

## Zbraně
- 'N': základní zbraň; munice: neomezená
- 'L': laser; munice:  32 jednotek
- 'R': raketomet; munice: 32 jednotek
- 'F': plamenomet; munice: 64 jednotek

## Kompatibilita
Minimální požadavky hry byly PC s MS-DOS, CPU 386, 550 kB RAM a zvuková karta již je na rozdíl od svého předchůdce podporovaná. Na moderních počítačích s Microsoft Windows se hra obvykle hraje v emulátoru DOSBox.